# Double amas de Persée
Ne doit pas être confondu avec Amas de Persée.
En astronomie, le double amas de Persée (ou simplement double amas) est le nom commun d'un ensemble d'amas ouverts visibles à l'œil nu, NGC 884 et NGC 869.
Leur proximité apparente n'est pas totalement fortuite. Âgés respectivement de 11  et de 12  millions d'années, ils sont nés du même nuage interstellaire. Le premier contient beaucoup de jeunes étoiles de type spectral B, autrement dit des géantes, alors que le second est fait essentiellement d'étoiles B blanches ou d'étoiles M rouges en phase de supergéantes. Compte tenu de leurs dimensions (autour de 100 années-lumière chacun), environ 200 années-lumière séparent réellement ces amas.
La lumière que nous recevons de ces deux amas est décalée vers le bleu. NGC 869 se rapproche en effet de la Terre à la vitesse de −39 km/s et NGC 884 à la vitesse de −45 km/s.

## Aperçu historique
Les Babyloniens, puis les Grecs de l'Antiquité, avaient déjà repéré cette « étoile nébuleuse » cataloguée pour la première fois en 130 av. J.-C. par Hipparque. En fait, cette tache laiteuse facilement visible à l'œil nu est constituée de deux amas d'étoiles en apparence collés l'un à l'autre.
Ces deux amas n'ont pas été intégrés par Charles Messier dans son catalogue, bien que cet astronome ait sans doute connu leur existence.

## Observation
Sa localisation est aisée : en plus d'être visible à l'oeil nu dans de bonnes conditions, il peut être retrouvé en prolongeant la ligne joignant Gamma Cassiopeiae vers Ruchbah, et en reportant deux fois cette distance.
L'observation aux jumelles du double amas de Persée permet de contempler la richesse et la superficie de ce champ d'étoiles faibles.
Un télescope de plus de 100 mm permet une plongée au cœur de cette ruche stellaire. Toutefois, un grossissement supérieur à 25 × empêche de voir le double amas en entier dans le même champ. Un instrument de 200 mm révèle des centaines d'astres (de la magnitude 8 à la magnitude 14) dans chacun des amas. Des différences de couleur se manifestent entre les étoiles qui sont devenues des supergéantes rouges et celles qui sont soit encore sur la séquence principale, soit qui sont devenues des supergéantes blanches ou bleutées.
Selon la classification des amas ouverts de Robert Trumpler, les deux amas ouverts sont de type I3r,. On y retrouve donc une forte concentration d'étoiles, un grand intervalle de répartition des magnitudes et plus d'une centaine d'étoiles.

## Galerie

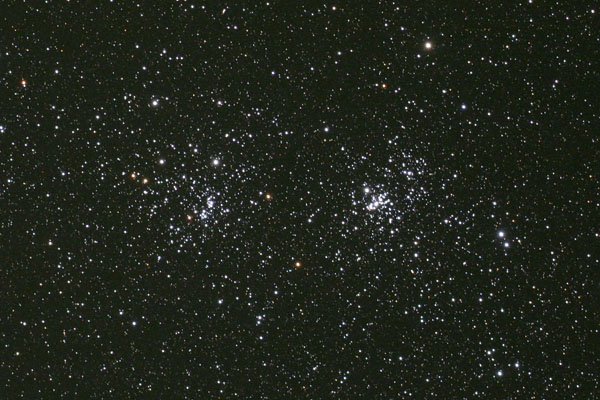
Le Double amas de Persée par un astronome amateur. (Andrew Cooper)
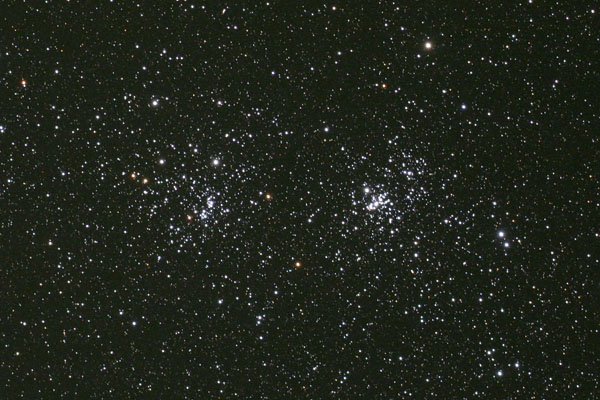
Par Giuseppe Donatiello.
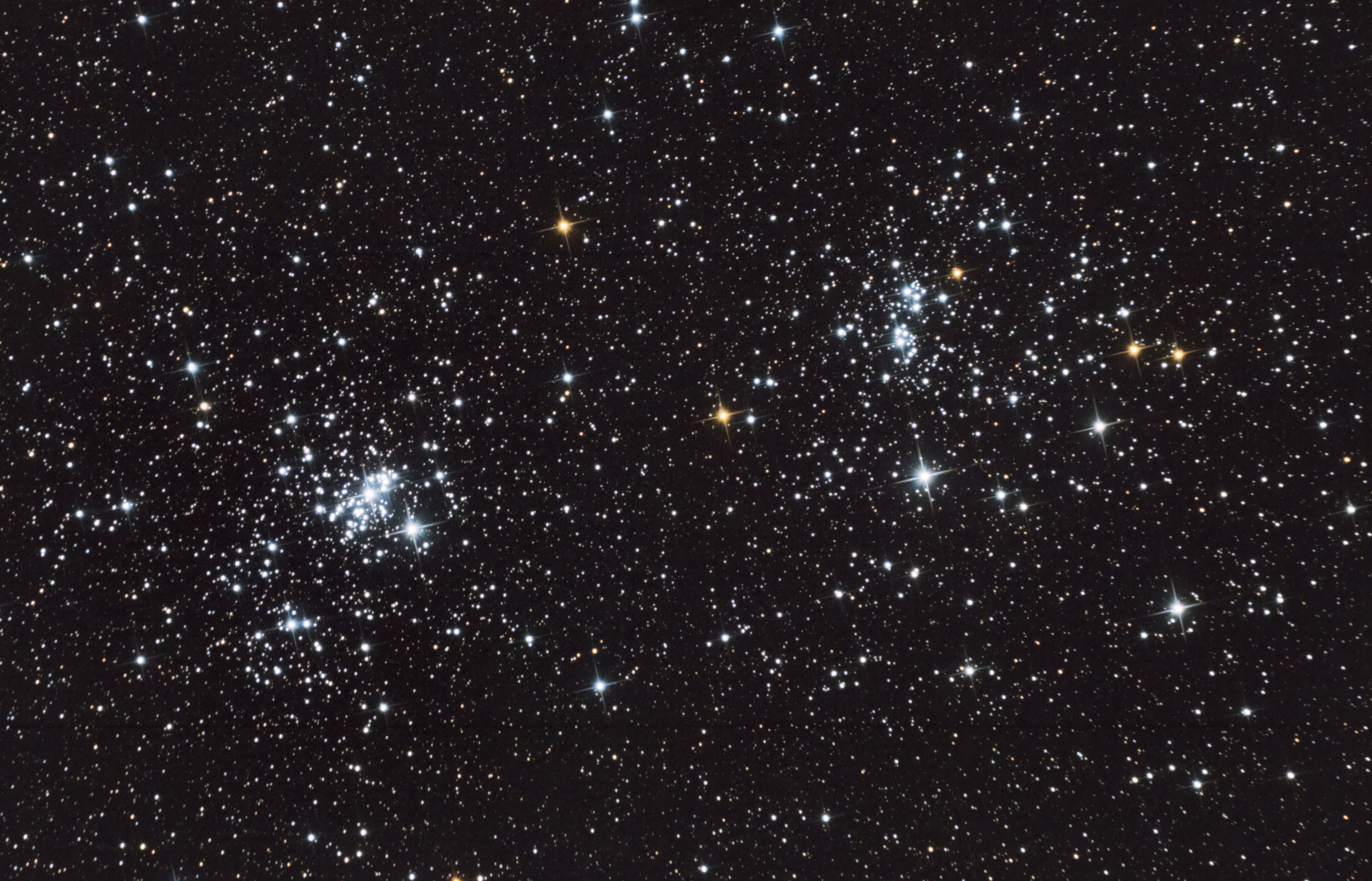
Autre image du double amas par un astronome amateur.